# Rancho Nuevo, Paso de Ovejas
Rancho Nuevo är en ort i Mexiko.   Den ligger i kommunen Paso de Ovejas och delstaten Veracruz, i den sydöstra delen av landet, 270 km öster om huvudstaden Mexico City. Rancho Nuevo ligger 343 meter över havet och antalet invånare är 368.
Terrängen runt Rancho Nuevo är platt åt sydost, men åt nordväst är den kuperad. Terrängen runt Rancho Nuevo sluttar österut. Runt Rancho Nuevo är det ganska tätbefolkat, med 78 invånare per kvadratkilometer. Närmaste större samhälle är Paso de Ovejas, 19,6 km nordost om Rancho Nuevo. Trakten runt Rancho Nuevo består till största delen av jordbruksmark.